# Luis de Ocharan

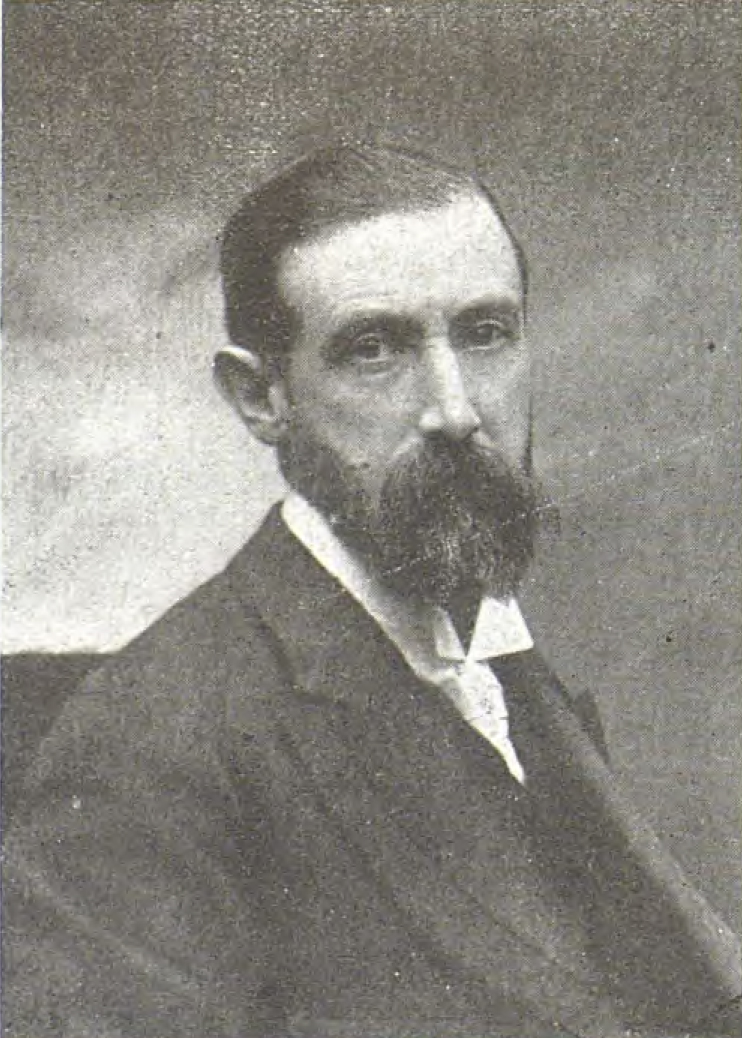
Retrato fotográfico de Ocharan por Kaulak, publicado en La Esfera el 22 de abril de 1916.

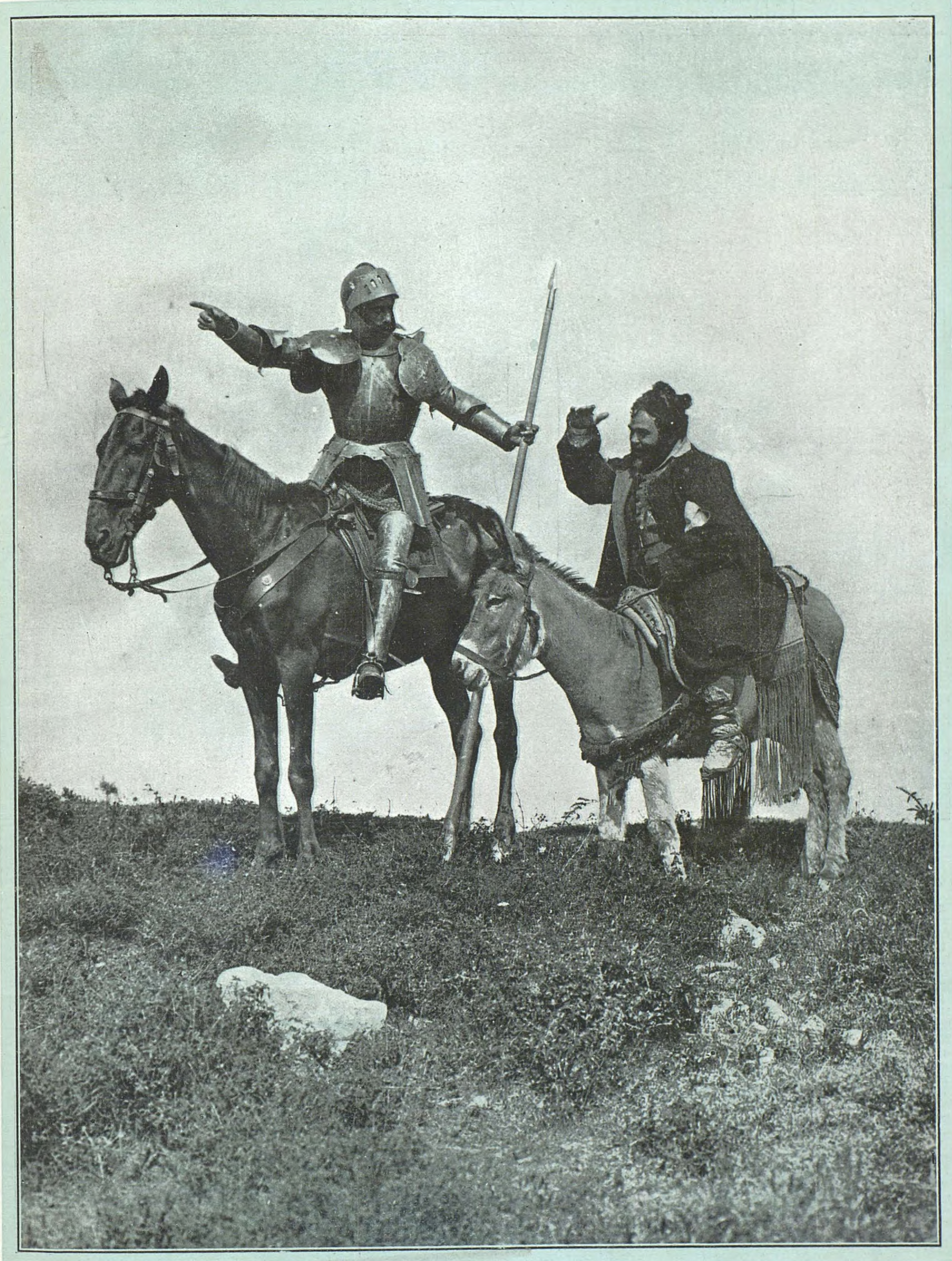
Don Quijote y Sancho Panza, composición fotográfica de Ocharan.

Luis de Ocharan Mazas (1858-c.1926) fue un fotógrafo, empresario y escritor español.

## Biografía
«De Bilbao» y «oriundo de Castro Urdiales» según Cejador, nacido en Bilbao según la Auñamendi, en el terreno literario publicó las novelas Angela (Bilbao, 1887), Marichu (Madrid, 1917) y Lola (Madrid, 1920). En el campo fotográfico llevó a cabo una serie de composiciones fotográficas sobre la Divina Comedia de Dante y sobre Don Quijote, estas segundas las habría realizado hacia 1905-1906; además de intervenir en la fundación de la Sociedad Fotográfica y participar en publicaciones periódicas como Graphos Ilustrado o La Ilustración Española y Americana. Aficionado igualmente a la astronomía, se hizo construir un observatorio en una de sus propiedades en Castro Urdiales. Fue propietario del Edificio Grassy de la Gran Vía madrileña. Falleció en 1926 o 1928.